# Súmula
No direito brasileiro, chama-se súmula um verbete que registra a interpretação pacífica ou majoritária adotada por um Tribunal a respeito de um tema específico, a partir do julgamento  de diversos casos análogos, com a dupla finalidade de tornar pública a jurisprudência para a sociedade bem como de promover a uniformidade entre as decisões.

## Súmula Vinculante
A Súmula Vinculante é um enunciado que procura sintetizar, em frases objetivas, precedentes jurisprudenciais julgados pelo Supremo Tribunal Federal. Assim, possui caráter vinculativo, significando que expressa uma exigência de que todos os Tribunais e juízes, bem como a Administração Pública, sigam a orientação adotada pelo STF, sob pena de anulação da decisão judicial.
A Súmula Vinculante, portanto, demanda que todos os órgãos dos Poderes Judiciário e Executivo sigam o mesmo entendimento do STF, estabelecendo um cenário com maior segurança jurídica. Casos parecidos, portanto, serão julgados de maneiras similares, aplicando o entendimento do Tribunal e respeitando o princípio da igualdade.
Como consequência, temos um cenário em que a aplicação idêntica da lei ocorre em casos parecidos, provocando uma rapidez na tramitação dos processos e diminuindo a quantidade de trabalho dos juízes, que somente devem aplicar a súmula consagrada pelo STF.
É importante salientar que tal dispositivo constitucional está presente no artigo 103-A da Constituição Federal brasileira, assim como na Lei 11.417, de 2006.
Art. 103-A. O Supremo Tribunal Federal poderá, de ofício ou por provocação, mediante decisão de dois terços dos seus membros, após reiteradas decisões sobre matéria constitucional, aprovar súmula que, a partir de sua publicação na imprensa oficial, terá efeito vinculante em relação aos demais órgãos do Poder Judiciário e à administração pública direta e indireta, nas esferas federal, estadual e municipal, bem como proceder à sua revisão ou cancelamento, na forma estabelecida em lei.               
§ 1º A súmula terá por objetivo a validade, a interpretação e a eficácia de normas determinadas, acerca das quais haja controvérsia atual entre órgãos judiciários ou entre esses e a administração pública que acarrete grave insegurança jurídica e relevante multiplicação de processos sobre questão idêntica.                   
§ 2º Sem prejuízo do que vier a ser estabelecido em lei, a aprovação, revisão ou cancelamento de súmula poderá ser provocada por aqueles que podem propor a ação direta de inconstitucionalidade.                
§ 3º Do ato administrativo ou decisão judicial que contrariar a súmula aplicável ou que indevidamente a aplicar, caberá reclamação ao Supremo Tribunal Federal que, julgando-a procedente, anulará o ato administrativo ou cassará a decisão judicial reclamada, e determinará que outra seja proferida com ou sem a aplicação da súmula, conforme o caso.                          
Enquanto o Artigo Constitucional aborda questões mais gerais em relação à Súmula Vinculante, a Lei 11.417 trata de temas mais específicos, como por exemplo o procedimento de instauração das súmulas e as entidades que possuem a legitimidade para propor sua edição, revisão ou o cancelamento.

### Origem das Súmulas Vinculantes no Brasil
Ainda que não possuíssem caráter de força obrigatória, desde 1964 o Supremo Tribunal Federal estabelecia e consolidava sua jurisprudência em enunciados, intitulados de “Súmulas”. Devido a um panorama crítico enfrentado pelo Poder Judiciário, que foi caracterizado por uma invasão súbita de processos submetidos aos tribunais e a consequente morosidade para a solução definitiva dos casos, a doutrina começou a conferir à súmula algo inusitado: um caráter de obrigatoriedade.
Nesse sentido, uma grande parcela da comunidade jurídica colocava como solução à essa crise funcional do judiciário a vinculação constitucional de todas as instâncias judiciais e da Administração Pública às Súmulas proferidas pelo STF. Assim, conferia-se à certos enunciados do Supremo Tribunal Federal uma força de lei.
Após inúmeras tentativas falhas de conferir às Súmulas força de lei, a Reforma do Poder Judiciário concedeu espaço para que, finalmente, a figura do precedente jurisprudencial tivesse caráter vinculativo.
Assim, Com a Emenda Constitucional nº 45/2004, que diz respeito à Reforma do Judiciário, nasce efetivamente a súmula vinculante, que representa uma obrigatoriedade de todos os Tribunais e juízes de seguirem a orientação do Supremo Tribunal Federal.

### Súmula VinculantevsSúmula de Jurisprudência
Como afirmado, a Súmula Vinculante é um enunciado elaborado pelo STF que resume e sintetiza a sua orientação normativa, obrigando que os demais órgãos do poder judiciário e da administração pública possuam o mesmo raciocínio do Supremo Tribunal Federal.
Entretanto, precisamos nos atentar para não confundir as Súmulas Vinculantes com as Súmulas de Jurisprudência, ambas concretizadas pelo Supremo.
Enquanto a Súmula Vinculante possui um caráter de obrigatoriedade aos demais órgãos citados, as súmulas de jurisprudência não exigem que os Tribunais sigam determinada orientação do STF. Ao contrário, elas apenas consolidam a jurisprudência, indicando aos juízes qual é a posição que devem tomar em casos similares. Deste modo, nem o próprio STF é obrigado a seguir a súmula jurisprudencial, mas apenas dispõe-se implicitamente a aderi-las no futuro.
Sucintamente, a súmula vinculante também se distingue da jurisprudencial em quatro quesitos. Diferentemente da tradicional, a vinculante só trata de assuntos constitucionais, só pode ser alterada pelo STF, é de aplicação obrigatória, e sua afronta pode resultar em anulação da decisão tomada.

### Legitimados para propor a criação de súmulas vinculantes
Como afirma o art. 103-A da Constituição Federal, a súmula vinculante pode resultar de ato de ofício do Supremo Tribunal Federal ou da provocação dos legitimados, que, segundo o parágrafo segundo do mesmo artigo, são os mesmos indivíduos da Ação Direta de Inconstitucionalidade (ADI).
Dessa maneira, a Lei 11.417/2006  traz em seus artigos 2º e 3º quem são, explicitamente, os legitimados para desencadear a criação, revisão ou cancelamento da Súmula Vinculante:  
Art. 3o  São legitimados a propor a edição, a revisão ou o cancelamento de enunciado de súmula vinculante:
I - o Presidente da República;
II - a Mesa do Senado Federal;
III – a Mesa da Câmara dos Deputados;
IV – o Procurador-Geral da República;
V - o Conselho Federal da Ordem dos Advogados do Brasil;
VI - o Defensor Público-Geral da União;
VII – partido político com representação no Congresso Nacional;
VIII – confederação sindical ou entidade de classe de âmbito nacional;
IX – a Mesa de Assembleia Legislativa ou da Câmara Legislativa do Distrito Federal;
X - o Governador de Estado ou do Distrito Federal;
XI - os Tribunais Superiores, os Tribunais de Justiça de Estados ou do Distrito Federal e Territórios, os Tribunais Regionais Federais, os Tribunais Regionais do Trabalho, os Tribunais Regionais Eleitorais e os Tribunais Militares.
§ 1º O Município poderá propor, incidentalmente ao curso de processo em que seja parte, a edição, a revisão ou o cancelamento de enunciado de súmula vinculante, o que não autoriza a suspensão do processo.
§ 2º No procedimento de edição, revisão ou cancelamento de enunciado da súmula vinculante, o relator poderá admitir, por decisão irrecorrível, a manifestação de terceiros na questão, nos termos do Regimento Interno do Supremo Tribunal Federal.
É importante frisar que, em relação ao Município, a legitimação é especial, isto é, é limitada em assuntos que surgem de forma incidental no curso de processo em que o Município seja parte. Ainda que exista essa diferença entre os legitimados, o efeito vinculante das decisões incidentais ocorrem de maneira igual.

### Objeto das súmulas vinculantes
Por ter como parâmetro para edição a Constituição Federal, a Súmula Vinculante não permite que qualquer assunto possa ser seu objeto. Por isso, existem certos requisitos que precisam ser alcançados para que o STF possa realizar enunciados com caráter vinculativo.
O primeiro dos requisitos é a existência de uma controvérsia sobre o objeto da súmula, podendo ser manifestada tanto entre os órgãos do Judiciário, quanto no Executivo.  Porém, tal conflito não pode se restringir à questões doutrinárias: ele deve se revelar em casos concretos, atingindo os interesses e os direitos dos envolvidos.
Além disso, para que um assunto seja objeto de súmula vinculante, ele deve apresentar reiteradas decisões sobre matéria constitucional. É importante notar que não basta que o conteúdo trate somente de matéria constitucional. É preciso, também, que o STF apresente decisões iguais de forma repetida, criando uma jurisprudência concreta para a criação da súmula.
O terceiro requisito diz respeito à multiplicação de processos, ou seja, deve haver um elemento quantitativo relevante que manifeste um grande número de processos acerca de determinado assunto. Com isso, procura-se comprovar a controvérsia, constatando a necessidade da Súmula.
O último requisito trata da necessidade de uma grave insegurança jurídica, demandando que o Supremo Tribunal Federal elabore uma ponderação valorativa-qualitativa das decisões que geraram distinto tratamento dos interessados.  

### Procedimento da Súmula Vinculante
O procedimento da Súmula Vinculante é regulado pela Resolução 388 do STF de 2008, que adota a sistemática do processo objetivo do controle abstrato de constitucionalidade.
A petição inicial é encaminhada pelo legitimado ao Presidente do Supremo Tribunal Federal, compreendendo tanto o pedido de criação, edição ou cancelamento da Súmula Vinculante, quanto a sua fundamentação. Como um dos requisitos da Súmula é a existência de uma controvérsia, é esperado que o legitimado inclua em sua fundamentação cópias de decisões e atos administrativos conflitantes, mostrando aos Ministros a necessidade de consolidar o entendimento do Tribunal através da Súmula.   
Após o registro da petição inicial, os autos são enviados para a apreciação da Comissão de Jurisprudência, no prazo de cinco dias. A tramitação do processo ocorre eletronicamente, fazendo com que todos os interessados possam saber e inclusive se manifestar sobre o assunto. Cópias da proposta, então, são enviadas aos Ministros do STF e ao Procurador-Geral da República. Através da inclusão em pauta, o Presidente da Corte pode submeter a demanda à deliberação do Tribunal.

### Decisão Final e Efeitos da Súmula Vinculante
Para o STF realizar criação, edição ou cancelamento de súmula vinculante, são necessários votos da maioria qualificada de ⅔ dos ministros, conforme explicita o parágrafo 3º, do artigo 2º da Lei 11.417. Após a tomada de decisão, a Administração Pública, o Judiciário e os particulares que exercem o poder público ficam restringidos à orientação do Supremo Tribunal Federal. O Poder Legislativo, por outro lado, não é vinculado, visto que não é mencionado como um dos órgãos submetidos à Súmula Vinculante no art. 103, §2º, da CF.
Ainda assim, se o STF declara, através de súmula vinculante, inconstitucionalidade de norma infraconstitucional, o legislador pode seguir a orientação do STF e revogá-la. Porém, não se trata de uma obrigação por parte do legislador: ele pode, também, contrariar a interpretação da norma dada pelo STF, aprovando novo dispositivo em orientação distinta.
Tomada a decisão pela maioria qualificada dos Ministros, ela tem eficácia imediata a partir da data da publicação, provocando efeitos ex tunc, ou seja, com caráter de retroatividade.
Caso a Súmula não seja respeitada pela Administração Pública ou pelos órgãos do Poder Judiciário, é possível mover Reclamação perante o STF, que pode acarretar no afastamento do ato ou até mesmo em nova decisão que segue a orientação da Corte.

### Recursos
Após a decisão final proferida pelo Supremo Tribunal Federal, é possível que se proponha embargos de declaração e agravo regimental. Por isso, devemos diferenciar os dois tipos de recurso.
Nos embargos de declaração, pede-se ao julgador que afaste qualquer dúvida, omissão ou contradição que possa existir na decisão final. Caso o magistrado reconheça qualquer uma destes obscuridades, a decisão final deve ser modificada, sanando o vício.
Já no caso do agravo regimental, segundo o art. 317 do Regimento Interno do STF, temos um recurso direcionado ao STF contra decisão monocrática que causar prejuízo ao direito da parte. Se o recurso for atendido, a demanda é julgada pelo órgão colegiado, que pode - ou não - mudar a decisão realizada por um único ministro.

## Ligações Externas
- Constituição Federal
- Lista de súmulas do STF
- Lei 11.417